# 신서유기: 손오공대전비인
《신서유기 - 손오공대전비인》(新西遊記孫悟空大戰飛人: The New Travelog To India, Monkey War)은 홍콩에서 제작된 진준량 감독의 1982년 영화이다. 양수신 등이 주연으로 출연하였고 한갑진 등이 제작에 참여하였다.

## 출연

### 주연
- 양수신
- 링보

### 조연
- 김용만
- 이재영
- 김유행
- 우상겸
- 반삼
- 주은섭
- 이숙정
- 이경애
- 장은선
- 유성
- 위평록
- 양호전
- 임룡
- 진관태
- 양혜산

## 기타
- 제작부장: 이성호
- 조명: 이억만
- 조감독: 라금희
- 녹음: 유창국
- 소품: 이상구
- 분장: 안건호
- 의상: 장익추